# 巴绍
巴绍（法語：Bachos）是法国上加龙省的一个市镇，属于圣戈当区（Saint-Gaudens）圣贝阿县（Saint-Béat）。该市镇总面积2.67平方公里，2009年时的人口为27人。

## 人口
巴绍人口变化图示